# Julian Felix
Julian Felix Haberler (* 1992 in Weißenburg in Bayern) ist ein deutscher Schauspieler. Er ist künstlerisch unter dem Namen Julian Felix tätig.

## Leben

### Berufsausbildung und Privates
Julian Felix Haberler besuchte das Werner-von-Siemens Gymnasium in Weißenburg. Nach seinem Abitur im Jahr 2011 studierte er zunächst Englisch und Kommunikationswissenschaften in München, brach das Studium jedoch nach zwei Semestern ab, um Schauspiel zu studieren.
Nach einem Auslandsaufenthalt nahm Julian Felix Haberler 2019 Psychologiestudium an der Universität Würzburg auf, unterrichtete nebenbei Schauspiel und Gitarre, jobbte in Bars, gab Nachhilfe und arbeitete weiterhin als freier Schauspieler. Im Sommer 2022 schloss er den Bachelorstudiengang ab. Seine Bachelorarbeit schrieb er zum Thema Lügendetektor, für die er einen reaktionszeitbasierten Tatwissentest mit Gefängnisinsassen in der Justizvollzugsanstalt Würzburg durchführte.
Er studiert (Stand: Oktober 2022) Psychologie im Master (M.Sc.) mit Schwerpunkt Lerntherapie an der Julius-Maximilians-Universität Würzburg und Kriminologie und Gewaltforschung (M.A) an der Universität Regensburg.
Julian Felix Haberler ist mit einer Brasilianerin liiert und lebt in Bayern.

### Schauspiel
Erste schauspielerische Erfahrungen sammelte während seiner Schulzeit, als er 2010 in der von seinem Deutsch- und Geschichtslehrer betreuten Theater-AG die Hauptrolle des Achill in Penthesilea von Heinrich von Kleist spielte.
Seine professionelle Schauspielausbildung erhielt er von 2013 bis 2017 an der Otto-Falckenberg-Schule in München. Während seines Studiums gastierte er u. a. an den Münchner Kammerspielen in der Produktion Reichstheaterkammer.
Noch während der Schauspielausbildung übernahm er in der Abschlussfolge der 3. Staffel der Fernsehserie In aller Freundschaft – Die jungen Ärzte, die im Januar 2018 erstausgestrahlt wurde, eine Hauptrolle als junger Patient mit einer Achillessehnenruptur und Liebeskummer, der sich in die Serienärztin Dr. Theresa Koshka (Katharina Nesytowa) verliebt. Als Mitglied einer neonazistischen Kameradschaft und Tatverdächtiger Costa Knusevac hatte er außerdem eine Ensemblerolle im Münchner Polizeiruf 110: Das Gespenst der Freiheit (Erstausstrahlung: August 2018).
Nach seinem Schauspieldiplom (2017) ging er 2018 nach Australien, wo er in Opern- und Musicalproduktionen mitwirkte und Filme drehte. In dem im Ersten Weltkrieg spielenden australischen Kurzfilm-Drama Between two Lines, das im Juni 2019 im Rahmen des Sydney Film Festivals seine Filmpremiere hatte, verkörperte er den jüdisch-deutschen Soldaten Hans, der sich im Schützengraben mit einem Aborigine verbrüdert.
Im März 2019 drehte er mit Bora Dagtekin für den Kinofilm Das perfekte Geheimnis. Im Dezember 2019 war er in einer Episodenrolle in der TV-Serie Hubert ohne Staller zu sehen. In der 12. Staffel der ZDF/ORF-Produktion Die Bergretter (Erstausstrahlung: November/Dezember 2020) spielte Julian Felix eine der Episodenhauptrollen als smarter Extrem-Bergsteiger Daniel Faltermayer.
In der Amazon-Prime-Serie Damaged Goods (2022) stand Julian Felix in einem Gastauftritt als Sportstudent vor der Kamera. Außerdem war er im Kinofilm JGA: Gina. Anna. Lisa. (2022)  zu sehen.

## Filmografie (Auswahl)
- 2018: In aller Freundschaft – Die jungen Ärzte: Für immer und ewig (Fernsehserie, eine Folge)
- 2018: Polizeiruf 110: Das Gespenst der Freiheit (Fernsehserie)
- 2019: Beautiful Night (Kurzfilm, Australien)
- 2019: Between Two Lines (Kurzspielfilm, Australien)
- 2019: Hubert ohne Staller: Ein Fußgänger sieht rot (Fernsehserie, eine Folge)
- 2019: Das perfekte Geheimnis (Kinofilm)
- 2020: Die Bergretter: Eiskalte Wahrheit (Fernsehserie, eine Folge)
- 2022: JGA: Jasmin. Gina. Anna. (Kinofilm)
- 2022: Damaged Goods (Fernsehserie)
- 2022: Frühling: Eine Handvoll Zeit (Fernsehreihe)
- 2023: Daheim in den Bergen – Alte Pfade – Neue Wege (Fernsehreihe)
- 2023: Sturm der Liebe (Fernsehserie)
- 2024: Frühling: Holla, die Waldfee (Fernsehreihe)
- 2025: Frühling: Das Versteck (Fernsehreihe)
- 2025: Frühling: Die Mutter, die es nie gab (Fernsehreihe)